# Obouruční meč

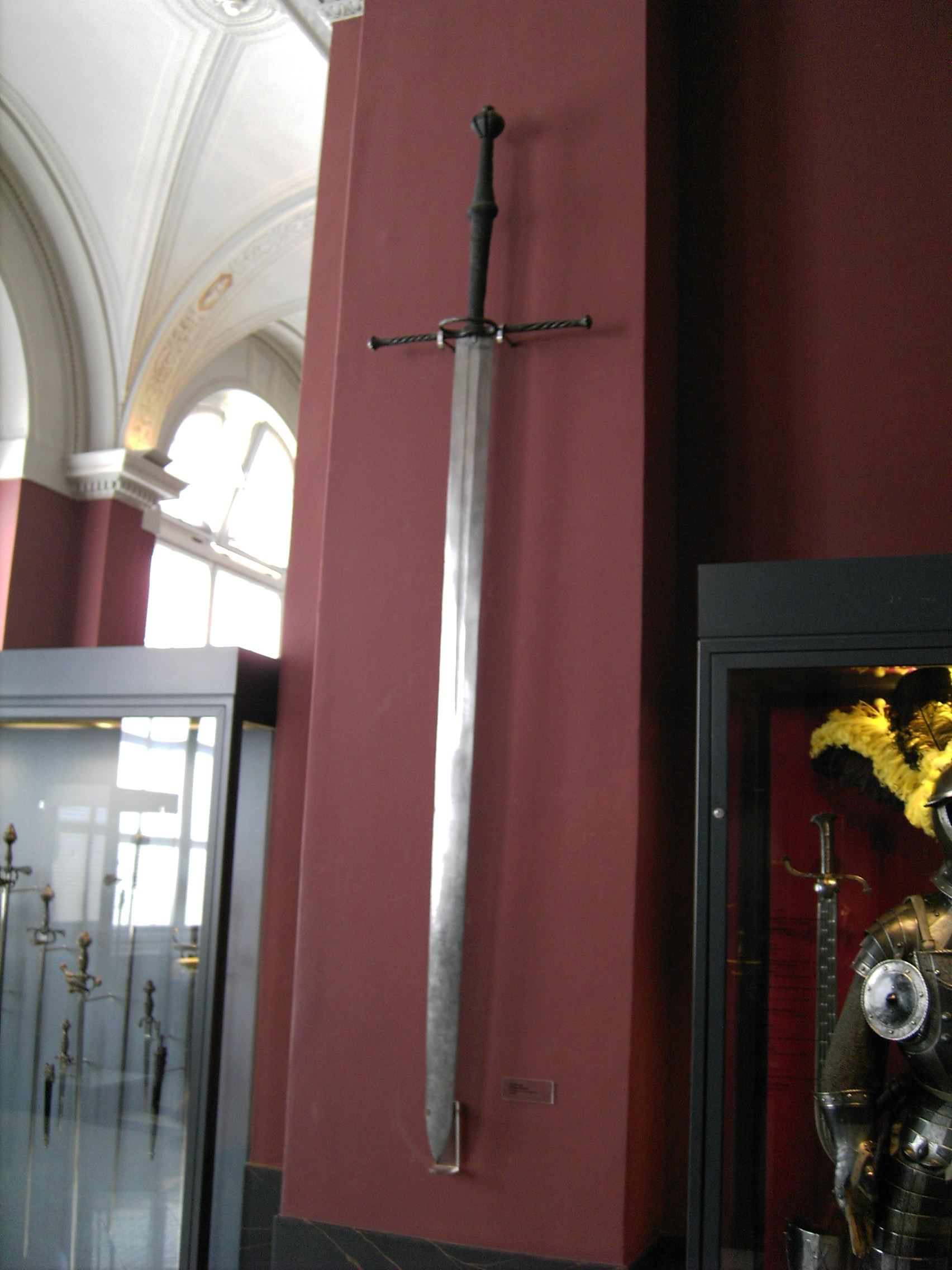
Obouruční meč v drážďanském Zwingeru

Obouruční meč (popřípadě dvouruční meč) je mohutná sečná a bodná zbraň, používaná v období pozdního středověku a raného novověku. Tyto meče se používaly většinou jako výzbroj strážců význačných osob.

## Historie
Meče tohoto typu se počaly objevovat v druhé polovině 15. století. Jejich čepel dosahovala délky od 1 až po 1,3 metru, výška jílce se pohybovala okolo 45 centimetrů, takže celý meč dosahoval délek od 1,5 do 1,8 metru.
Obouruční meč se objevoval v různých zemích od 15. (Švýcarsko) do 17. století, jeho neslavnější éra pak spadá do začátku 16. století. Po roce 1515 začal být z výzbroje lancknechtských jednotek stahován. Před začátkem 17. století se meč dostával do výzbroje gard a později ho v armádách nosila už jen čestná stráž provázející prapor.

### Zajímavosti
Aloys a Hana Skoumalovi využili slovo šaršoun v překladu anglické básně Jabberwocky (Tlachapoud) z knihy Lewise Carrolla Za zrcadlem a s čím se tam Alenka setkala. Původní výraz vorpal sword ovšem využívá na rozdíl od překladu "meč šaršoun" nonsesového neologismu a nemá dohledatelný předobraz v archaické angličtině.